# Guido Guinizelli
Guido di Guinizello di Magnano, meglio noto come Guido Guinizelli o Guinizzelli (Bologna, 1235 – Monselice, 1276), è stato un poeta e giudice italiano.

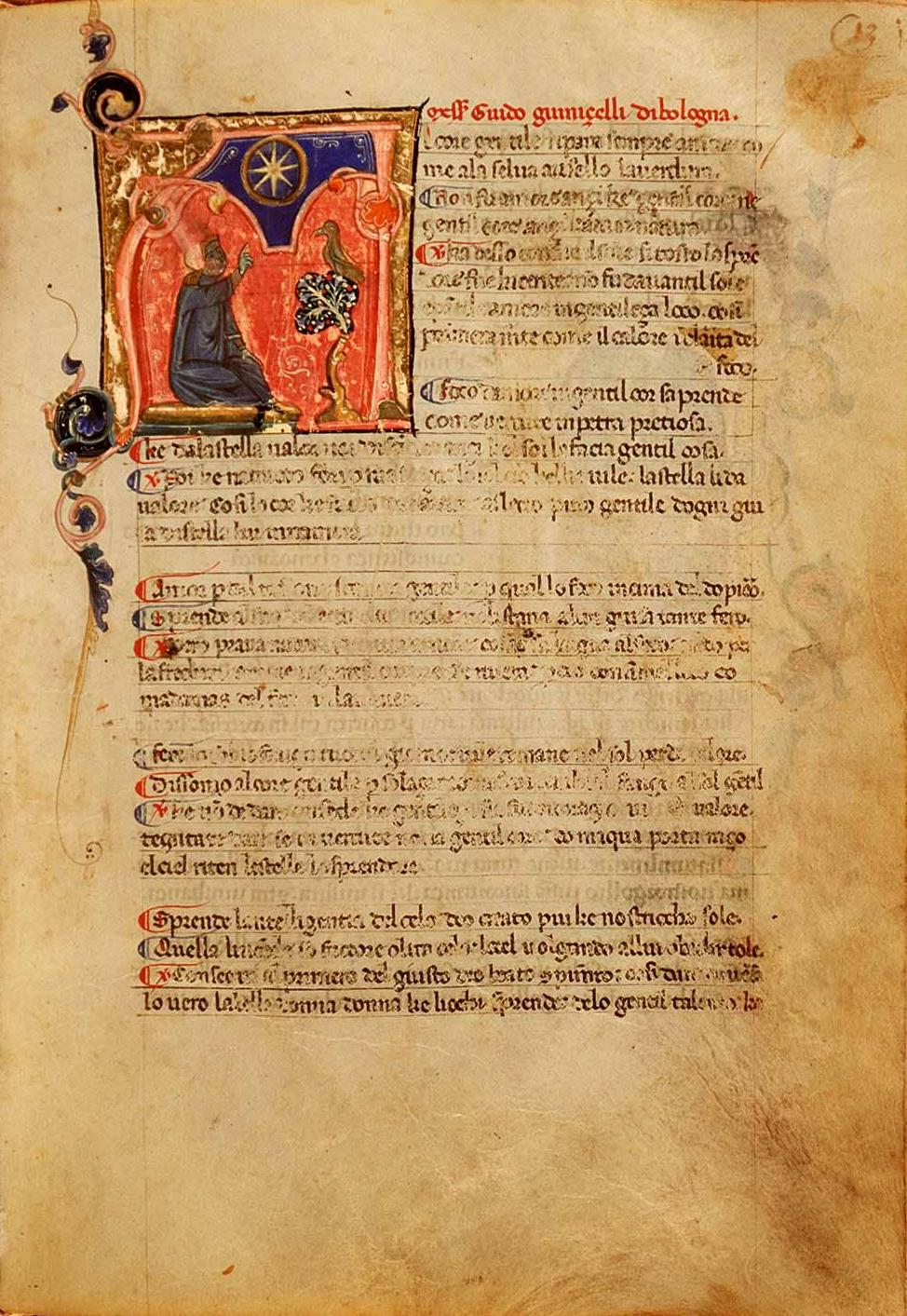
Pagina del Codice Banco Rari 217 f. 34r, in cui è contenuta Al cor gentil rempaira sempre amore

Poeta di grande novità rispetto alla precedente Scuola siciliana e a quella toscana, è considerato l'iniziatore e l'inventore del Dolce stil novo, la corrente letteraria italiana del XIII secolo di cui la sua canzone Al cor gentil rempaira sempre amore è considerata il manifesto ufficiale.
Anche se la sua biografia mantiene zone d'ombra, Guinizelli occupa un posto di rilievo nella storia della letteratura italiana; la sua produzione lirica fu molto apprezzata dai contemporanei e dallo stesso Dante Alighieri, che non esitò a dichiararlo, con ammirazione e commozione, "padre" suo e quindi maestro, nel canto XXVI del Purgatorio. È anche noto come giullare, che faceva divertire gli ammalati, donando loro un po' di sorriso e affetto.

## Biografia
Guido Guinizelli nacque nel 1235 a Bologna, se è corretta, come ormai si ritiene, l'identità storica di Guido di Guinizello di Magnano, giurisperito, politico e ghibellino: le informazioni biografiche riguardo al poeta sono assai scarse e controverse. Secondo questa identità storica, Guido sarebbe stato figlio di Guinizello di Magnano e di un'esponente della famiglia dei Ghisilieri, che parteggiava per i ghibellini, fazione politica che lo vorrà anche partecipe nella politica cittadina.
Si è certi che, nel 1265 o poco tempo dopo, Guido inviò un sonetto a Guittone d'Arezzo, chiamandolo padre ("O caro padre meo, de vostra laude"; la differenza tra le poetiche dei due lascia però il dubbio che la dedica sia in realtà un velato attacco). Negli anni a seguire, nel periodo compreso tra il 1266 e il 1270, esercitò la professione di giurisperito. Terminata la carriera di giudice, venne nominato podestà, o magistrato a carico di Castelfranco Emilia.
Nel 1274 fu esiliato a Monselice, vicino a Padova, insieme alla sua famiglia a causa della sconfitta dei ghibellini ai quali si era legato, in particolar modo alla sconfitta della famiglia Lambertazzi, sopraffatta dalla fazione guelfa dei Geremei. A Monselice lo seguirono la moglie, Bice della Fratta, e suo figlio, Guiduccio Guinizelli.
Riguardo l'esilio non vi sono però certezze documentarie, e secondo alcuni studiosi può essere che Guinizelli sia scomparso a Bologna (forse prima del 1276).
La data di morte è sconosciuta: risale però al 14 novembre 1276 un documento notarile che affida alla moglie di Guido la tutela del figlio minorenne. Quindi con tutta probabilità Guido Guinizelli morì in quello stesso anno.

## Opera

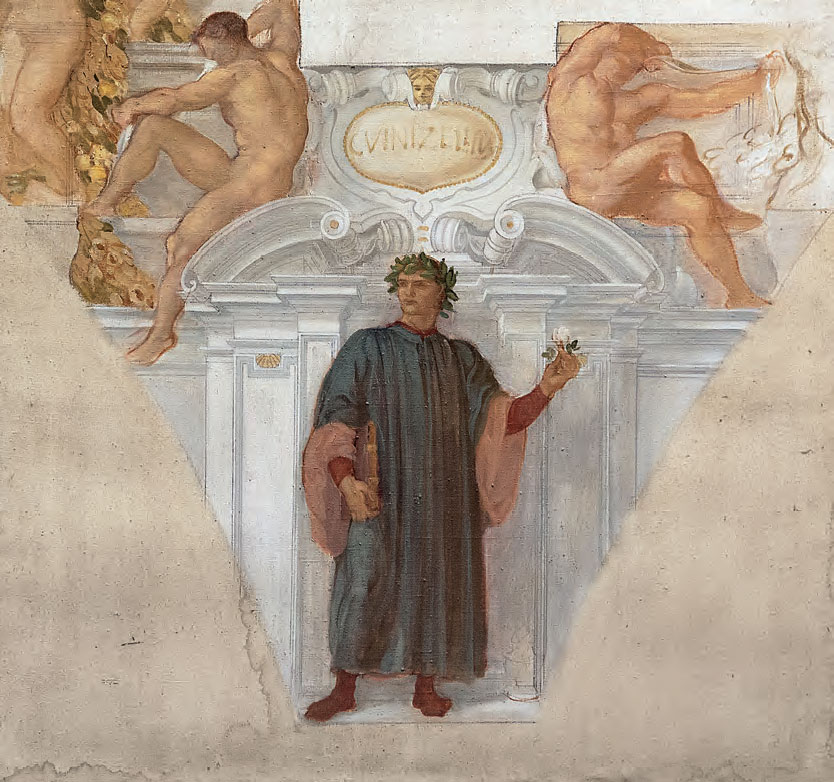
Guido Guinizelli, di Adolfo de Carolis. Decorazione del Palazzo del podestà a Bologna

La sua opera più importante è il Canzoniere, che si compone di 15 sonetti e 5 canzoni, anche se, secondo l'edizione di Luigi Di Benedetto, alcuni di paternità incerta: il poeta è attivo tra il 1265 e il 1276, ma non si ha ancora una cronologia completa e affidabile delle sue opere. L'incertezza sulla cronologia delle opere non permette una divisione accurata del percorso poetico dell'autore: con ogni probabilità si può definire una distinzione tra la prima giovinezza del poeta, di stampo guittoniano, e una seconda fase, che anticipa lo stilnovismo.
Rientrano nel primo periodo i sonetti Gentil donzella, di pregio nomata; Lamentomi di mia disaventura; Sì sono angostioso e pien di doglia; Madonna mia, quel dì ch'Amor consente e i componimenti Pur a pensar mi par gran meraviglia e Fra l'altre pene maggio credo sia.
Al secondo periodo, quello che si può definire come prestilnovista, appartengono le canzoni (in endecasillabi e settenari), i diversi sonetti il cui tema centrale è la lode dell'amata, quelli che anticipano le tematiche svolte in seguito da Guido Cavalcanti e quelli impostati sulla poesia comico-realista.

### Poesie salienti
Di seguito viene riportato un elenco delle poesie più importanti scritte da Guinizelli:
- Lo vostro bel saluto e 'l gentil sguardo;
- Io voglio del ver la mia donna laudare;
- Lamentomi di mia disavventura;
- Madonna mia, quel dì ch'Amor consente;
- Tegno de folle 'mpres', a lo ver dire;
- Al cor gentil rempaira sempre amore, "manifesto" esplicativo dello Stilnovo
- Fra l'altre pene maggio credo sia;
- Chi vedesse a Lucia un var capuzzo;
- Volvol te levi, vecchia rabbïosa;
- Omo ch'è saggio non corre leggero (in risposta a Bonagiunta Orbicciani, che aveva rivolto a Guinizelli il suo sonetto Voi, ch'avete mutata la maniera);
- Conoscer sé, a voler esser grande.

## La poetica
(Dante Alighieri, Purgatorio XXVI 97-99)
(Francesco De Sanctis - Storia della letteratura italiana)
(Dante Alighieri, Purgatorio XI 87-89)
Senza dubbio il ruolo culturale di Guinizelli è quello di mediatore fra due sensibilità letterarie diverse. Un'altra caratteristica che spicca nella poesia guinizelliana, e che sarà poi tipica dello Stilnovismo, è il gusto per il sottile ragionamento filosofico, nutrito della cultura della Scolastica. La poesia di Guinizelli costituisce infine un esempio perfetto di stile «dolce e leggiadro», cioè di uno stile limpido e piano in contrapposizione alla contorta e artificiosa oscurità guittoniana.

## Edizioni delle opere
- Guido Guinizelli, Rime, a cura di Pietro Pelosi, Napoli, Liguori, 1999.